# Греція на зимових Олімпійських іграх 1992
Греція на зимових Олімпійських іграх 1992 в Альбервілі була представлена 8 спортсменами у 3 видах спорту. Прароносцем на церемонії відкриття Ігор став біатлоніст Афанасіос Цакіріс. Грецькі спортсмени не здобули жодних медалей.

## Спортсмени
| Вид спорту          | Чоловіки | Жінки | Всього |
| ------------------- | -------- | ----- | ------ |
| Біатлон             | 2        | 0     | 2      |
| Гірськолижний спорт | 2        | 1     | 3      |
| Лижні перегони      | 4        | 0     | 4      |
| Усього              | 7        | 1     | 8      |

Гірськолижний спорт
- Іоанніс Капрарас
- Фома Лефусі

Біатлон
- Нікос Анастасіадіс
- Афанасіос Цакіріс

Лижні перегони
- Нікос Анастасіадіс
- Іоанніс Мітрулас
- Дімітріос Цурекас
- Тімолеон Цурекас
- командні — Дімітріос Цурекас, Тімолеон Цурекас, Нікос Анастасіадіс, Афанасіос Цакіріс

## Біатлон
Спринт
| Дисципліна               | Спортсмен         | Промахи | Час     | Місце |
| ------------------------ | ----------------- | ------- | ------- | ----- |
| спринт, 10 км (чоловіки) | Афанасіос Цакіріс | 3       | 30:39.3 | 79    |

Дистанція
| Дисципліна                            | Спортсмен          | Час       | Промахи | Розрахунковий час | Місце |
| ------------------------------------- | ------------------ | --------- | ------- | ----------------- | ----- |
| індивідуальна гонка, 20 км (чоловіки) | Нікос Анастасіадіс | 1'18:45.5 | 7       | 1'25:45.5         | 92    |
| індивідуальна гонка, 20 км (чоловіки) | Афанасіос Цакіріс  | 1'00:37.2 | 2       | 1'02:37.2         | 42    |

## Гірськолижний спорт
| Спортсмен        | Дисципліна                   | Спуск 1 | Спуск 2 | Разом   | Разом |
| Спортсмен        | Дисципліна                   | Час     | Час     | Час     | Місце |
| ---------------- | ---------------------------- | ------- | ------- | ------- | ----- |
| Іоанніс Капрарас | супергігант, чоловіки        |         |         | 1:26.47 | 73    |
| Томас Лефусі     | супергігант, чоловіки        |         |         | 1:25.01 | 71    |
| Іоанніс Капрарас | гігантський слалом, чоловіки | DNF     | –       | DNF     | –     |
| Томас Лефусі     | гігантський слалом, чоловіки | 1:17.22 | DNF     | DNF     | –     |
| Іоанніс Капрарас | слалом, чоловіки             | DNF     | –       | DNF     | –     |
| Томас Лефусі     | слалом, чоловіки             | DNF     | –       | DNF     | –     |
| Фома Лефусі      | супергігант, жінки           |         |         | 1:37.61 | 42    |
| Фома Лефусі      | гігантський слалом, жінки    | DNF     | –       | DNF     | –     |
| Фома Лефусі      | слалом, жінки                | 57.16   | DNF     | DNF     | –     |

## Лижні перегони
| Дисципліна                                     | Спортсмен          | Рейс      | Рейс  |
| Дисципліна                                     | Спортсмен          | Час       | Місце |
| ---------------------------------------------- | ------------------ | --------- | ----- |
| 10 км класичним стилем (чоловіки)              | Нікос Анастасіадіс | 37:26.5   | 99    |
| 10 км класичним стилем (чоловіки)              | Дімітріс Цурекас   | 37:15.6   | 98    |
| 10 км класичним стилем (чоловіки)              | Тімолеон Цурекас   | 36:26.9   | 91    |
| 10 км класичним стилем (чоловіки)              | Іоанніс Мітрулас   | 35:25.4   | 84    |
| 15 км переслідування вільним стилем (чоловіки) | Дімітріс Цурекас   | 58:23.9   | 91    |
| 15 км переслідування вільним стилем (чоловіки) | Тімолеон Цурекас   | 56:04.6   | 88    |
| 15 км переслідування вільним стилем (чоловіки) | Нікос Анастасіадіс | 54:36.2   | 82    |
| 30 км класичним стилем (чоловіки)              | Нікос Анастасіадіс | DNF       | –     |
| 30 км класичним стилем (чоловіки)              | Дімітріс Цурекас   | 1'43:41.9 | 76    |
| 30 км класичним стилем (чоловіки)              | Іоанніс Мітрулас   | 1'42:50.5 | 74    |

Естафета
| Дисципліна                  | Спортсмени                                                             | Рейс      | Рейс  |
| Дисципліна                  | Спортсмени                                                             | Час       | Місце |
| --------------------------- | ---------------------------------------------------------------------- | --------- | ----- |
| естафета 4×10 км (чоловіки) | Дімітріс Цурекас Тімолеон Цурекас Нікос Анастасіадіс Афанасіос Цакіріс | 2'05:46.4 | 16    |